# Williams-Zahl
In der Zahlentheorie ist eine Williams-Zahl zur Basis b eine natürliche Zahl der Form
{\displaystyle (b-1)\cdot b^{n}-1} mit ganzzahligem {\displaystyle b\geq 2} und {\displaystyle n\geq 1}.
Sie wurden nach dem kanadischen Mathematiker Hugh C. Williams benannt, der sich erstmals im Jahr 1981 mit diesen Zahlen beschäftigt hat.
Williams-Zahlen zur Basis {\displaystyle b=2} haben die Form {\displaystyle (2-1)\cdot 2^{n}-1=2^{n}-1} und sind genau die Mersenne-Zahlen.

## Williams-Primzahlen
Eine Williams-Primzahl ist eine Williams-Zahl, welche prim ist. Die kleinsten {\displaystyle n\geq 1}, sodass {\displaystyle (b-1)\cdot b^{n}-1\in \mathbb {P} } eine Primzahl ist, sind die folgenden (wobei mit {\displaystyle b=2} gestartet wird):
2, 1, 1, 1, 1, 1, 3, 1, 1, 1, 1, 2, 1, 14, 1, 1, 2, 6, 1, 1, 1, 55, 12, 1, 133, 1, 20, 1, 2, 1, 1, 2, 15, 3, 1, 7, 136211, 1, 1, 7, 1, 7, 7, 1, 1, 1, 2, 1, 25, 1, 5, 3, 1, 1, 1, 1, 2, 3, 1, 1, 899, 3, 11, 1, 1, 1, 63, 1, 13, 1, 25, 8, 3, 2, 7, 1, 44, 2, 11, 3, 81, 21495, 1, 2, 1, 1, 3, 25, 1, 519, 77, 476, 1, 1, 2, 1, 4983, 2, 2 …
Es wird vermutet, dass es unendlich viele Williams-Primzahlen zur Basis {\displaystyle b} gibt.
Es folgt eine Tabelle, der man die kleinsten Williams-Primzahlen zur Basis {\displaystyle b} mit {\displaystyle 2\leq b\leq 30} entnehmen kann (falls {\displaystyle n=0} auch Lösung wäre, steht diese in Klammer, da {\displaystyle n=0} eigentlich nicht erlaubt ist, der Vollständigkeit aber mit angeführt wird):
| {\displaystyle b} | {\displaystyle (b-1)\cdot b^{n}-1} | {\displaystyle n\geq 1}, sodass {\displaystyle (b-1)\cdot b^{n}-1} Williams-Primzahlen sind | OEIS-Link               |
| ----------------- | ---------------------------------- | --- | ----------------------- |
| 02                | {\displaystyle 2^{n}-1}            | 2, 3, 5, 7, 13, 17, 19, 31, 61, 89, 107, 127, 521, 607, 1279, 2203, 2281, 3217, 4253, 4423, 9689, 9941, 11213, 19937, 21701, 23209, 44497, 86243, 110503, 132049, 216091, 756839, 859433, 1257787, 1398269, 2976221, 3021377, 6972593, 13466917, 20996011, 24036583, 25964951, 30402457, 32582657, 37156667, 42643801, 43112609, 57885161, 74207281, 77232917, 82589933 … (alle Mersenne-Primzahl-Exponenten) | (Folge A000043 in OEIS) |
| 03                | {\displaystyle 2\cdot 3^{n}-1}     | 1, 2, 3, 7, 8, 12, 20, 23, 27, 35, 56, 62, 68, 131, 222, 384, 387, 579, 644, 1772, 3751, 5270, 6335, 8544, 9204, 12312, 18806, 21114, 49340, 75551, 90012, 128295, 143552, 147488, 1010743, 1063844, 1360104 … | (Folge A003307 in OEIS) |
| 04                | {\displaystyle 3\cdot 4^{n}-1}     | (0), 1, 2, 3, 9, 17, 19, 32, 38, 47, 103, 108, 153, 162, 229, 235, 637, 1638, 2102, 2567, 6338, 7449, 12845, 20814, 40165, 61815, 77965, 117380, 207420, 351019, 496350, 600523, 1156367, 2117707, 5742009, 5865925, 5947859 … | (Folge A272057 in OEIS) |
| 05                | {\displaystyle 4\cdot 5^{n}-1}     | (0), 1, 3, 9, 13, 15, 25, 39, 69, 165, 171, 209, 339, 2033, 6583, 15393, 282989, 498483, 504221, 754611, 864751 … | (Folge A046865 in OEIS) |
| 06                | {\displaystyle 5\cdot 6^{n}-1}     | 1, 2, 6, 7, 11, 23, 33, 48, 68, 79, 116, 151, 205, 1016, 1332, 1448, 3481, 3566, 3665, 11233, 13363, 29166, 44358, 58530, 191706, 386450, 605168, 616879 … | (Folge A079906 in OEIS) |
| 07                | {\displaystyle 6\cdot 7^{n}-1}     | (0), 1, 2, 7, 18, 55, 69, 87, 119, 141, 189, 249, 354, 1586, 2135, 2865, 2930, 4214, 7167, 67485, 74402, 79326 … | (Folge A046866 in OEIS) |
| 08                | {\displaystyle 7\cdot 8^{n}-1}     | 3, 7, 15, 59, 6127, 8703, 11619, 23403, 124299 … | (Folge A268061 in OEIS) |
| 09                | {\displaystyle 8\cdot 9^{n}-1}     | (0), 1, 2, 5, 25, 85, 92, 97, 649, 2017, 2978, 3577, 4985, 17978, 21365, 66002, 95305, 142199 … | (Folge A268356 in OEIS) |
| 10                | {\displaystyle 9\cdot 10^{n}-1}    | 1, 3, 7, 19, 29, 37, 93, 935, 8415, 9631, 11143, 41475, 41917, 48051, 107663, 212903, 223871, 260253, 364521, 383643, 1009567 … | (Folge A056725 in OEIS) |
| 11                | {\displaystyle 10\cdot 11^{n}-1}   | 1, 3, 37, 119, 255, 355, 371, 497, 1759, 34863, 50719, 147709, 263893 … | (Folge A046867 in OEIS) |
| 12                | {\displaystyle 11\cdot 12^{n}-1}   | 1, 2, 21, 25, 33, 54, 78, 235, 1566, 2273, 2310, 4121, 7775, 42249, 105974, 138961 … | (Folge A079907 in OEIS) |
| 13                | {\displaystyle 12\cdot 13^{n}-1}   | (0), 2, 7, 11, 36, 164, 216, 302, 311, 455, 738, 1107, 2244, 3326, 4878, 8067, 46466 … | (Folge A297348 in OEIS) |
| 14                | {\displaystyle 13\cdot 14^{n}-1}   | 1, 3, 5, 27, 35, 165, 209, 2351, 11277, 21807, 25453, 52443 … | (Folge A273523 in OEIS) |
| 15                | {\displaystyle 14\cdot 15^{n}-1}   | (0), 14, 33, 43, 20885 … |                         |
| 16                | {\displaystyle 15\cdot 16^{n}-1}   | 1, 20, 29, 43, 56, 251, 25985, 27031, 142195, 164066 … |                         |
| 17                | {\displaystyle 16\cdot 17^{n}-1}   | 1, 3, 71, 139, 265, 793, 1729, 18069 … |                         |
| 18                | {\displaystyle 17\cdot 18^{n}-1}   | 2, 6, 26, 79, 91, 96, 416, 554, 1910, 4968 … |                         |
| 19                | {\displaystyle 18\cdot 19^{n}-1}   | (0), 6, 9, 20, 43, 174, 273, 428, 1388 … |                         |
| 20                | {\displaystyle 19\cdot 20^{n}-1}   | 1, 219, 223, 3659 … |                         |
| 21                | {\displaystyle 20\cdot 21^{n}-1}   | (0), 1, 2, 7, 24, 31, 60, 230, 307, 750, 1131, 1665, 1827, 8673 … |                         |
| 22                | {\displaystyle 21\cdot 22^{n}-1}   | 1, 2, 5, 19, 141, 302, 337, 4746, 5759, 16530 … |                         |
| 23                | {\displaystyle 22\cdot 23^{n}-1}   | 55, 103, 115, 131, 535, 1183, 9683 … |                         |
| 24                | {\displaystyle 23\cdot 24^{n}-1}   | 12, 18, 63, 153, 221, 1256, 13116, 15593 … |                         |
| 25                | {\displaystyle 24\cdot 25^{n}-1}   | (0), 1, 5, 7, 30, 75, 371, 383, 609, 819, 855, 7130, 7827, 9368 … |                         |
| 26                | {\displaystyle 25\cdot 26^{n}-1}   | 133, 205, 215, 1649 … |                         |
| 27                | {\displaystyle 26\cdot 27^{n}-1}   | 1, 3, 5, 13, 15, 31, 55, 151, 259, 479, 734, 1775, 2078, 6159, 6393, 9013 … |                         |
| 28                | {\displaystyle 27\cdot 28^{n}-1}   | 20, 1091, 5747, 6770 … |                         |
| 29                | {\displaystyle 28\cdot 29^{n}-1}   | 1, 7, 11, 57, 69, 235, 16487 … |                         |
| 30                | {\displaystyle 29\cdot 30^{n}-1}   | 2, 83, 566, 938, 1934, 2323, 3032, 7889, 8353, 9899, 11785 … |                         |

Die größte momentan bekannte Williams-Primzahl ist gleichzeitig die größte Mersenne-Zahl und die größte momentan bekannte Primzahl {\displaystyle p=2^{82589933}-1}. Sie wurde am 21. Dezember 2018 vom US-Amerikaner Patrick Laroche entdeckt und hat 24.862.048 Stellen. (Stand: 28. Januar 2020)
Die größte momentan bekannte Williams-Primzahl mit einer Basis {\displaystyle b\not =2} ist {\displaystyle p=3\cdot 4^{5947859}-1=3\cdot 2^{11895718}-1}. Sie wurde am 23. Juni 2015 von Michael Schulz aus Deutschland entdeckt und hat 3.580.969 Stellen. (Stand: 28. Januar 2020)
Die größte momentan bekannte Williams-Primzahl mit einer Basis {\displaystyle b\not =2^{k}}, {\displaystyle k\in \mathbb {N} } ist {\displaystyle p=2\cdot 3^{1360104}-1}. Sie wurde am 31. Juli 2015 von Borys Jaworski entdeckt und hat 648.935 Stellen. (Stand: 28. Januar 2020)

## Verallgemeinerungen

### Williams-Zahlen der 2. Art
Eine Williams-Zahl der 2. Art zur Basis b ist eine natürliche Zahl der Form
{\displaystyle (b-1)\cdot b^{n}+1} mit ganzzahligem {\displaystyle b\geq 2} und {\displaystyle n\geq 1}.
Williams-Zahlen der 2. Art zur Basis {\displaystyle b=2} haben die Form {\displaystyle (2-1)\cdot 2^{n}+1=2^{n}+1} und sind genau die Fermat-Zahlen.
Eine Williams-Primzahl der 2. Art ist eine Williams-Zahl der 2. Art, welche prim ist. Die kleinsten {\displaystyle n\geq 1}, sodass {\displaystyle (b-1)\cdot b^{n}+1\in \mathbb {P} } eine Primzahl ist, sind die folgenden (wobei mit {\displaystyle b=2} gestartet wird):
1, 1, 1, 2, 1, 1, 2, 1, 3, 10, 3, 1, 2, 1, 1, 4, 1, 29, 14, 1, 1, 14, 2, 1, 2, 4, 1, 2, 4, 5, 12, 2, 1, 2, 2, 9, 16, 1, 2, 80, 1, 2, 4, 2, 3, 16, 2, 2, 2, 1, 15, 960, 15, 1, 4, 3, 1, 14, 1, 6, 20, 1, 3, 946, 6, 1, 18, 10, 1, 4, 1, 5, 42, 4, 1, 828, 1, 1, 2, 1, 12, 2, 6, 4, 30, 3, 3022, 2, 1, 1, 8, 2, 4, 4, 2, 11, 8, 2, 1 …  (Folge A305531 in OEIS)
Es wird vermutet, dass es unendlich viele Williams-Primzahlen der 2. Art zur Basis {\displaystyle b} gibt.
Es folgt eine Tabelle, der man die kleinsten Williams-Primzahlen 2. Art zur Basis {\displaystyle b} mit {\displaystyle 2\leq b\leq 30} entnehmen kann (falls {\displaystyle n=0} auch Lösung wäre, steht diese in Klammer, da {\displaystyle n=0} eigentlich nicht erlaubt ist, der Vollständigkeit aber mit angeführt wird):
| {\displaystyle b} | {\displaystyle (b-1)\cdot b^{n}+1} | {\displaystyle n\geq 1}, sodass {\displaystyle (b-1)\cdot b^{n}+1} Williams-Primzahlen der 2. Art sind | OEIS-Link               |
| ----------------- | ---------------------------------- | --- | ----------------------- |
| 02                | {\displaystyle 2^{n}+1}            | 1, 2, 4, 8, 16 … (alle Fermat-Primzahl-Exponenten) |                         |
| 03                | {\displaystyle 2\cdot 3^{n}+1}     | (0), 1, 2, 4, 5, 6, 9, 16, 17, 30, 54, 57, 60, 65, 132, 180, 320, 696, 782, 822, 897, 1252, 1454, 4217, 5480, 6225, 7842, 12096, 13782, 17720, 43956, 64822, 82780, 105106, 152529, 165896, 191814, 529680, 1074726, 1086112, 1175232 … | (Folge A003306 in OEIS) |
| 04                | {\displaystyle 3\cdot 4^{n}+1}     | 1, 3, 4, 6, 9, 15, 18, 33, 138, 204, 219, 267, 1104, 1408, 1584, 1956, 17175, 21147, 24075, 27396, 27591, 40095, 354984, 400989, 916248, 1145805, 2541153, 5414673 …                                                                    | (Folge A326655 in OEIS) |
| 05                | {\displaystyle 4\cdot 5^{n}+1}     | (0), 2, 6, 18, 50, 290, 2582, 20462, 23870, 26342, 31938, 38122, 65034, 70130, 245538 … | (Folge A204322 in OEIS) |
| 06                | {\displaystyle 5\cdot 6^{n}+1}     | 1, 2, 4, 17, 136, 147, 203, 590, 754, 964, 970, 1847, 2031, 2727, 2871, 5442, 7035, 7266, 11230, 23307, 27795, 34152, 42614, 127206, 133086 …                                                                                           | (Folge A247260 in OEIS) |
| 07                | {\displaystyle 6\cdot 7^{n}+1}     | (0), 1, 4, 9, 99, 412, 2633, 5093, 5632, 28233, 36780, 47084, 53572 … | (Folge A245241 in OEIS) |
| 08                | {\displaystyle 7\cdot 8^{n}+1}     | 2, 40, 58, 60, 130, 144, 752, 7462, 18162, 69028, 187272, 268178, 270410, 497284, 713304, 722600, 1005254 … | (Folge A269544 in OEIS) |
| 09                | {\displaystyle 8\cdot 9^{n}+1}     | 1, 4, 5, 11, 26, 29, 38, 65, 166, 490, 641, 2300, 9440, 44741, 65296, 161930 … | (Folge A056799 in OEIS) |
| 10                | {\displaystyle 9\cdot 10^{n}+1}    | 3, 4, 5, 9, 22, 27, 36, 57, 62, 78, 201, 537, 696, 790, 905, 1038, 66886, 70500, 91836, 100613, 127240 … | (Folge A056797 in OEIS) |
| 11                | {\displaystyle 10\cdot 11^{n}+1}   | (0), 10, 24, 864, 2440, 9438, 68272, 148602 … | (Folge A057462 in OEIS) |
| 12                | {\displaystyle 11\cdot 12^{n}+1}   | 3, 4, 35, 119, 476, 507, 6471, 13319, 31799 … | (Folge A251259 in OEIS) |
| 13                | {\displaystyle 12\cdot 13^{n}+1}   | (0), 1, 2, 4, 21, 34, 48, 53, 160, 198, 417, 773, 1220, 5361, 6138, 15557, 18098 … |                         |
| 14                | {\displaystyle 13\cdot 14^{n}+1}   | 2, 40, 402, 1070, 6840 … |                         |
| 15                | {\displaystyle 14\cdot 15^{n}+1}   | 1, 3, 4, 9, 11, 14, 23, 122, 141, 591, 2115, 2398, 2783, 3692, 3748, 10996, 16504 … |                         |
| 16                | {\displaystyle 15\cdot 16^{n}+1}   | 1, 3, 11, 12, 28, 42, 225, 702, 782, 972, 1701, 1848, 8556, 8565, 10847, 12111, 75122, 183600, 307400, 342107, 416936 … |                         |
| 17                | {\displaystyle 16\cdot 17^{n}+1}   | (0), 4, 20, 320, 736, 2388, 3344, 8140 … |                         |
| 18                | {\displaystyle 17\cdot 18^{n}+1}   | 1, 6, 9, 12, 22, 30, 102, 154, 600 … |                         |
| 19                | {\displaystyle 18\cdot 19^{n}+1}   | (0), 29, 32, 59, 65, 303, 1697, 5358, 9048 … |                         |
| 20                | {\displaystyle 19\cdot 20^{n}+1}   | 14, 18, 20, 38, 108, 150, 640, 8244 … |                         |
| 21                | {\displaystyle 20\cdot 21^{n}+1}   | 1, 2, 3, 4, 12, 17, 38, 54, 56, 123, 165, 876, 1110, 1178, 2465, 3738, 7092, 8756, 15537, 19254, 24712 … |                         |
| 22                | {\displaystyle 21\cdot 22^{n}+1}   | 1, 9, 53, 261, 1491, 2120, 2592, 6665, 9460, 15412, 24449 … |                         |
| 23                | {\displaystyle 22\cdot 23^{n}+1}   | (0), 14, 62, 84, 8322, 9396, 10496, 24936 … |                         |
| 24                | {\displaystyle 23\cdot 24^{n}+1}   | 2, 4, 9, 42, 47, 54, 89, 102, 118, 269, 273, 316, 698, 1872, 2126, 22272 … |                         |
| 25                | {\displaystyle 24\cdot 25^{n}+1}   | 1, 4, 162, 1359, 2620 … |                         |
| 26                | {\displaystyle 25\cdot 26^{n}+1}   | 2, 18, 100, 1178, 1196, 16644 … |                         |
| 27                | {\displaystyle 26\cdot 27^{n}+1}   | 4, 5, 167, 408, 416, 701, 707, 1811, 3268, 3508, 7020, 7623, 16449 … |                         |
| 28                | {\displaystyle 27\cdot 28^{n}+1}   | 1, 2, 136, 154, 524, 1234, 2150, 2368, 7222, 10082, 14510, 16928 … |                         |
| 29                | {\displaystyle 28\cdot 29^{n}+1}   | (0), 2, 4, 6, 44, 334, 24714 … |                         |
| 30                | {\displaystyle 29\cdot 30^{n}+1}   | 4, 5, 9, 18, 71, 124, 165, 172, 888, 2218, 3852, 17871, 23262 … |                         |

Die größte momentan bekannte Williams-Primzahl der 2. Art mit einer Basis {\displaystyle b=2^{k}}, {\displaystyle k\in \mathbb {N} } ist {\displaystyle p=3\cdot 4^{5414673}+1=3\cdot 2^{10829346}+1}. Sie wurde am 14. Januar 2014 von Sai Yik Tang aus Malaysia entdeckt und hat 3.259.959 Stellen. (Stand: 28. Januar 2020)
Die größte momentan bekannte Williams-Primzahl der 2. Art mit einer Basis {\displaystyle b\not =2^{k}}, {\displaystyle k\in \mathbb {N} } ist {\displaystyle p=2\cdot 3^{1175232}+1}. Sie wurde am 22. Februar 2010 von David Broadhurst entdeckt und hat 560.729 Stellen. (Stand: 28. Januar 2020)

### Williams-Zahlen der 3. Art
Eine Williams-Zahl der 3. Art zur Basis b ist eine natürliche Zahl der Form
{\displaystyle (b+1)\cdot b^{n}-1} mit ganzzahligem {\displaystyle b\geq 2} und {\displaystyle n\geq 1}.
Man nennt sie auch Thabit-Zahl mit Basis b.
Williams-Zahlen der 3. Art zur Basis {\displaystyle b=2} haben die Form {\displaystyle (2+1)\cdot 2^{n}-1=3\cdot 2^{n}-1} und sind genau die Thabit-Zahlen.
Eine Williams-Primzahl der 3. Art ist eine Williams-Zahl der 3. Art, welche prim ist.
Es wird vermutet, dass es unendlich viele Williams-Primzahlen der 3. Art zur Basis {\displaystyle b} gibt.
Es folgt eine Tabelle, der man die kleinsten Williams-Primzahlen 3. Art zur Basis {\displaystyle b} mit {\displaystyle 2\leq b\leq 12} entnehmen kann (falls {\displaystyle n=0} auch Lösung wäre, steht diese in Klammer, da {\displaystyle n=0} eigentlich nicht erlaubt ist, der Vollständigkeit aber mit angeführt wird):
| {\displaystyle b} | {\displaystyle (b+1)\cdot b^{n}-1} | {\displaystyle n\geq 1}, sodass {\displaystyle (b+1)\cdot b^{n}-1} Williams-Primzahlen der 3. Art sind | OEIS-Link               |
| ----------------- | ---------------------------------- | --- | ----------------------- |
| 02                | {\displaystyle 3\cdot 2^{n}-1}     | (0), 1, 2, 3, 4, 6, 7, 11, 18, 34, 38, 43, 55, 64, 76, 94, 103, 143, 206, 216, 306, 324, 391, 458, 470, 827, 1274, 3276, 4204, 5134, 7559, 12676, 14898, 18123, 18819, 25690, 26459, 41628, 51387, 71783, 80330, 85687, 88171, 97063, 123630, 155930, 164987, 234760, 414840, 584995, 702038, 727699, 992700, 1201046, 1232255, 2312734, 3136255, 4235414, 6090515, 11484018, 11731850, 11895718 … | (Folge A002235 in OEIS) |
| 03                | {\displaystyle 4\cdot 3^{n}-1}     | (0), 1, 3, 5, 7, 15, 45, 95, 235, 463, 733, 1437, 1583, 1677, 1803, 4163, 4765, 9219, 9959, 25477, 26059, 41539, 54195, 65057, 74977, 116589, 192289, 311835, 350767, 353635, 416337, 423253 … | (Folge A005540 in OEIS) |
| 04                | {\displaystyle 5\cdot 4^{n}-1}     | 1, 2, 4, 5, 6, 7, 9, 16, 24, 27, 36, 74, 92, 124, 135, 137, 210, 670, 719, 761, 819, 877, 942, 1007, 1085, 1274, 1311, 1326, 1352, 6755 … |                         |
| 05                | {\displaystyle 6\cdot 5^{n}-1}     | (0), 1, 2, 5, 11, 28, 65, 72, 361, 479, 494, 599, 1062, 1094, 1193, 2827, 3271, 3388, 3990, 4418, 11178, 16294, 25176, 42500, 68320, 85698, 145259, 159119, 169771 … | (Folge A257790 in OEIS) |
| 06                | {\displaystyle 7\cdot 6^{n}-1}     | 1, 2, 3, 13, 21, 28, 30, 32, 36, 48, 52, 76, 734, 2236, 2272, 3135, 3968, 6654, 7059 … |                         |
| 07                | {\displaystyle 8\cdot 7^{n}-1}     | (0), 4, 7, 10, 14, 23, 59, 1550, 1835, 2515, 3532, 3818, 8260 … |                         |
| 08                | {\displaystyle 9\cdot 8^{n}-1}     | 1, 5, 7, 21, 33, 53, 103, 313, 517, 1863, 2669, 3849, 4165 … |                         |
| 09                | {\displaystyle 10\cdot 9^{n}-1}    | 1, 2, 4, 5, 7, 10, 11, 13, 15, 19, 27, 29, 35, 42, 51, 70, 112, 164, 179, 180, 242, 454, 621, 2312, 3553, 6565 … |                         |
| 10                | {\displaystyle 11\cdot 10^{n}-1}   | 1, 9, 11, 17, 22, 29, 36, 37, 52, 166, 448, 2011, 3489, 4871, 6982, 10024, 16974, 33287, 47364, 58873, 126160 … | (Folge A111391 in OEIS) |
| 11                | {\displaystyle 12\cdot 11^{n}-1}   | (0), 1, 2, 3, 4, 11, 13, 22, 27, 48, 51, 103, 147, 280, 908, 1346, 1524, 1776, 2173, 2788, 6146 … |                         |
| 12                | {\displaystyle 13\cdot 12^{n}-1}   | 2, 6, 11, 66, 196, 478, 2968, 3568, 5411, 7790 … |                         |

### Williams-Zahlen der 4. Art
Eine Williams-Zahl der 4. Art zur Basis b ist eine natürliche Zahl der Form
{\displaystyle (b+1)\cdot b^{n}+1} mit ganzzahligem {\displaystyle b\geq 2} und {\displaystyle n\geq 1}.
Man nennt sie auch Thabit-Zahl der 2. Art mit Basis b.
Williams-Zahlen der 4. Art zur Basis {\displaystyle b=2} haben die Form {\displaystyle (2+1)\cdot 2^{n}+1=3\cdot 2^{n}+1} und sind genau die Thabit-Zahlen der 2. Art.
Eine Williams-Primzahl der 4. Art ist eine Williams-Zahl der 4. Art, welche prim ist.
Es gilt: Es gibt keine Williams-Primzahl der 4. Art mit Basis {\displaystyle b\equiv 1{\pmod {3}}}.
Beweis:
Wenn {\displaystyle b\equiv 1{\pmod {3}}} ist, gilt auch {\displaystyle b^{n}\equiv 1^{n}=1{\pmod {3}}}. Weiters ist {\displaystyle b+1\equiv 1+1=2{\pmod {3}}}. Somit erhält man {\displaystyle (b+1)\cdot b^{n}+1\equiv 2\cdot 1+1=3\equiv 0{\pmod {3}}}. Also ist in diesem Fall {\displaystyle (b+1)\cdot b^{n}+1} immer durch {\displaystyle 3} teilbar und somit niemals eine Primzahl, was zu zeigen war. {\displaystyle \Box }
Es wird vermutet, dass es unendlich viele Williams-Primzahlen der 4. Art zur Basis {\displaystyle b} gibt.
Es folgt eine Tabelle, der man die kleinsten Williams-Primzahlen 4. Art zur Basis {\displaystyle b} mit {\displaystyle 2\leq b\leq 12} entnehmen kann (falls {\displaystyle n=0} auch Lösung wäre, steht diese in Klammer, da {\displaystyle n=0} eigentlich nicht erlaubt ist, der Vollständigkeit aber mit angeführt wird):
| {\displaystyle b} | {\displaystyle (b+1)\cdot b^{n}+1} | {\displaystyle n\geq 1}, sodass {\displaystyle (b+1)\cdot b^{n}+1} Williams-Primzahlen der 4. Art sind | OEIS-Link               |
| ----------------- | ---------------------------------- | --- | ----------------------- |
| 02                | {\displaystyle 3\cdot 2^{n}+1}     | 1, 2, 5, 6, 8, 12, 18, 30, 36, 41, 66, 189, 201, 209, 276, 353, 408, 438, 534, 2208, 2816, 3168, 3189, 3912, 20909, 34350, 42294, 42665, 44685, 48150, 54792, 55182, 59973, 80190, 157169, 213321, 303093, 362765, 382449, 709968, 801978, 916773, 1832496, 2145353, 2291610, 2478785, 5082306, 7033641, 10829346 … | (Folge A002253 in OEIS) |
| 03                | {\displaystyle 4\cdot 3^{n}+1}     | (0), 1, 2, 3, 6, 14, 15, 39, 201, 249, 885, 1005, 1254, 1635, 3306, 3522, 9602, 19785, 72698, 233583, 328689, 537918, 887535, 980925, 1154598, 1499606 … | (Folge A005537 in OEIS) |
| 04                | {\displaystyle 5\cdot 4^{n}+1}     | es gibt keine Primzahlen dieser Form wegen {\displaystyle b=4\equiv 1{\pmod {3}}} |                         |
| 05                | {\displaystyle 6\cdot 5^{n}+1}     | (0), 1, 2, 3, 23, 27, 33, 63, 158, 278, 290, 351, 471, 797, 8462, 28793, 266030 … | (Folge A143279 in OEIS) |
| 06                | {\displaystyle 7\cdot 6^{n}+1}     | 1, 6, 17, 38, 50, 80, 207, 236, 264, 309, 555, 1128, 1479, 1574, 2808, 3525, 5334, 9980 … |                         |
| 07                | {\displaystyle 8\cdot 7^{n}+1}     | es gibt keine Primzahlen dieser Form wegen {\displaystyle b=7\equiv 1{\pmod {3}}} |                         |
| 08                | {\displaystyle 9\cdot 8^{n}+1}     | 1, 2, 11, 14, 21, 27, 54, 122, 221, 435, 498, 942, 1118, 1139, 1230, 1614, 1934 … |                         |
| 09                | {\displaystyle 10\cdot 9^{n}+1}    | (0), 2, 6, 9, 11, 51, 56, 81, 941, 1647, 7466, 9477, 9806 … |                         |
| 10                | {\displaystyle 11\cdot 10^{n}+1}   | es gibt keine Primzahlen dieser Form wegen {\displaystyle b=10\equiv 1{\pmod {3}}} |                         |
| 11                | {\displaystyle 12\cdot 11^{n}+1}   | (0), 2, 3, 6, 8, 138, 149, 222, 363, 995, 1218, 2072, 2559 … |                         |
| 12                | {\displaystyle 13\cdot 12^{n}+1}   | 1, 2, 8, 9, 17, 26, 62, 86, 152, 365, 2540 … |                         |

## Duale Williams-Zahlen
Williams-Zahlen haben die Form {\displaystyle (b\pm 1)\cdot b^{n}\pm 1} mit ganzzahligem {\displaystyle b\geq 2} und {\displaystyle n\geq 1}. Was passiert aber, wenn man die Hochzahl {\displaystyle n} negativ werden lässt? Sei also {\displaystyle m\in \mathbb {Z} ^{-}} mit {\displaystyle m:=-n}. Dann erhält man:
{\displaystyle (b\pm 1)\cdot b^{m}\pm 1=(b\pm 1)\cdot b^{-n}\pm 1=(b\pm 1)\cdot {\frac {1}{b^{n}}}\pm 1={\frac {(b\pm 1)}{b^{n}}}\pm {\frac {b^{n}}{b^{n}}}={\frac {(b\pm 1)\pm b^{n}}{b^{n}}}={\frac {\pm (b^{n}\pm (b\pm 1))}{b^{n}}}}
Nimmt man nur den Betrag des Zählers dieser Bruchzahl, so erhält man die Zahl {\displaystyle |b^{n}\pm (b\pm 1)|}. Dies führt zu vier neuen Definitionen:
- Eine duale Williams-Zahl der 1. Art zur Basis {\displaystyle b} ist eine natürliche Zahl der Form

{\displaystyle b^{n}-(b-1)} mit ganzzahligem {\displaystyle b\geq 2} und {\displaystyle n\geq 1}.
- Eine duale Williams-Zahl der 2. Art zur Basis {\displaystyle b} ist eine natürliche Zahl der Form

{\displaystyle b^{n}+(b-1)} mit ganzzahligem {\displaystyle b\geq 2} und {\displaystyle n\geq 1}.
- Eine duale Williams-Zahl der 3. Art zur Basis {\displaystyle b} ist eine natürliche Zahl der Form

{\displaystyle b^{n}-(b+1)} mit ganzzahligem {\displaystyle b\geq 2} und {\displaystyle n\geq 1}.
- Eine duale Williams-Zahl der 4. Art zur Basis {\displaystyle b} ist eine natürliche Zahl der Form

{\displaystyle b^{n}+(b+1)} mit ganzzahligem {\displaystyle b\geq 2} und {\displaystyle n\geq 1}.
Eine duale Williams-Primzahl der {\displaystyle k}. Art zur Basis {\displaystyle b} ist eine Williams-Zahl der {\displaystyle k}. Art zur Basis {\displaystyle b}, welche prim ist ({\displaystyle k\in \{1,2,3,4\}}).
Im Gegensatz zu den Williams-Primzahlen (egal, welcher Art) gibt es bei den dualen Williams-Primzahlen keine speziell auf diese Zahlen zugeschnittenen Primzahltests. Deswegen sind größere duale Williams-Primzahlen häufig „nur“ PRP-Zahlen (probable primes), weil sie zu groß sind, als dass man mit bekannten Primzahltests in noch vertretbarer Zeit feststellen kann, ob sie tatsächlich Primzahlen oder vielleicht doch nur Pseudoprimzahlen sind. Dies hängt vor allem damit zusammen, dass man bei den dualen Williams-Primzahlen {\displaystyle N} weder {\displaystyle N-1} noch {\displaystyle N+1} einfach als Produkt schreiben kann (siehe Lucas-Test).

### Duale Williams-Zahlen der 1. Art
Die kleinsten {\displaystyle n\geq 1}, sodass {\displaystyle b^{n}-(b-1)\in \mathbb {P} } eine Primzahl ist, sind die folgenden (wobei mit {\displaystyle b=2} gestartet wird):
2, 2, 2, 5, 2, 2, 13, 2, 3, 3, 5, 2, 3, 2, 2, 11, 2, 3, 17, 2, 2, 17, 4, 2, 3, 9, 2, 33, 7, 3, 7, 4, 2, 3, 5, 67, 5, 2, 9, 3, 2, 4, 25, 3, 4, 5, 5, 24, 3, 2, 3, 21, 3, 2, 9, 3, 2, 11, 2, 5, 3, 2, 4, 19, 31, 2, 29, 4, 2, 3019, 2, 21, 51, 3, 2, 3, 2, 2, 9, 2, 169, 965, 3, 3, 29, 3, 2848, 9, 2, 2, 3 …  (Folge A113516 in OEIS)
Es wird vermutet, dass es unendlich viele duale Williams-Primzahlen der 1. Art zur Basis {\displaystyle b} gibt.
Es folgt eine Tabelle, der man die kleinsten dualen Williams-Primzahlen (oder -PRP-Zahlen) 1. Art zur Basis {\displaystyle b} mit {\displaystyle 2\leq b\leq 10} entnehmen kann:
| {\displaystyle b} | {\displaystyle b^{n}-(b-1)} | {\displaystyle n\geq 1}, sodass {\displaystyle b^{n}-(b-1)} duale Williams-Primzahlen (oder -PRP-Zahlen) 1. Art sind | OEIS-Link               |
| ----------------- | --------------------------- | --- | ----------------------- |
| 02                | {\displaystyle 2^{n}-1}     | 2, 3, 5, 7, 13, 17, 19, 31, 61, 89, 107, 127, 521, 607, 1279, 2203, 2281, 3217, 4253, 4423, 9689, 9941, 11213, 19937, 21701, 23209, 44497, 86243, 110503, 132049, 216091, 756839, 859433, 1257787, 1398269, 2976221, 3021377, 6972593, 13466917, 20996011, 24036583, 25964951, 30402457, 32582657, 37156667, 42643801, 43112609, 57885161, 74207281, 77232917, 82589933 … (alle Mersenne-Primzahl-Exponenten) | (Folge A000043 in OEIS) |
| 03                | {\displaystyle 3^{n}-2}     | 2, 4, 5, 6, 9, 22, 37, 41, 90, 102, 105, 317, 520, 541, 561, 648, 780, 786, 957, 1353, 2224, 2521, 6184, 7989, 8890, 19217, 20746, 31722, 37056, 69581, 195430, 225922, 506233, 761457 … | (Folge A014224 in OEIS) |
| 04                | {\displaystyle 4^{n}-3}     | 2, 3, 5, 6, 7, 10, 11, 12, 47, 58, 61, 75, 87, 133, 168, 226, 347, 425, 868, 1977, 2815, 3378, 4385, 5286, 7057, 7200, 8230, 8340, 13175, 17226, 18276, 25237, 33211, 58463, 59662, 94555, 120502, 177473, 197017, 351097, 375370 … | (Folge A059266 in OEIS) |
| 05                | {\displaystyle 5^{n}-4}     | 5, 7, 15, 47, 81, 115, 267, 285, 7641, 19089, 25831, 32115, 59811, 70155 … | (Folge A059613 in OEIS) |
| 06                | {\displaystyle 6^{n}-5}     | 2, 3, 4, 29, 31, 34, 53, 65, 94, 202, 288, 415, 457, 483, 703, 762, 1285, 1464, 2094, 3384, 9335 … | (Folge A059614 in OEIS) |
| 07                | {\displaystyle 7^{n}-6}     | 2, 3, 6, 9, 21, 25, 33, 49, 54, 133, 245, 255, 318, 1023, 1486, 3334, 6821, 8555, 11605, 42502, 44409, 90291, 92511, 140303 … | (Folge A191469 in OEIS) |
| 08                | {\displaystyle 8^{n}-7}     | 13, 661, 773, 833, 4273, 40613 … | (Folge A217380 in OEIS) |
| 09                | {\displaystyle 9^{n}-8}     | 2, 4, 7, 10, 11, 31, 127, 136, 215, 953, 1139, 1799, 3406, 7633, 13090, 13171, 13511, 32593 … | (Folge A177093 in OEIS) |
| 10                | {\displaystyle 10^{n}-9}    | 3, 5, 7, 33, 45, 105, 197, 199, 281, 301, 317, 1107, 1657, 3395, 35925, 37597, 64305, 80139, 221631 … | (Folge A095714 in OEIS) |

### Duale Williams-Zahlen der 2. Art
Die kleinsten {\displaystyle n\geq 1}, sodass {\displaystyle b^{n}+(b-1)\in \mathbb {P} } eine Primzahl ist, sind die folgenden (wobei mit {\displaystyle b=2} gestartet wird):
1, 1, 1, 2, 1, 1, 2, 1, 1, 2, 1, 2, 16, 1, 1, 4, 3, 1, 2, 1, 1, 4, 1, 3, 2, 1, 2, 10, 1, 1, 108, 3, 1, 2, 1, 1, 2, 2, 1, 2, 1, 3, 2, 1, 2, 20, 2, 1, 2, 1, 1, 2, 1, 1, 2, 1, 4, 2, 2, 7, 8, 3, 1, 2, 1, 24, 2, 1, 1, 12, 4, 3, 8, 1, 1, 4, 3, 1, 194, 3, 1, 2, 1, 2, 2, 1, 8, 2, 1, 1, 4, 2, 2, 54, 1, 1, 4, 1, 1 …  (Folge A076845 in OEIS)
Es wird vermutet, dass es unendlich viele duale Williams-Primzahlen der 2. Art zur Basis {\displaystyle b} gibt.
Es folgt eine Tabelle, der man die kleinsten dualen Williams-Primzahlen (oder -PRP-Zahlen) 2. Art zur Basis {\displaystyle b} mit {\displaystyle 2\leq b\leq 10} entnehmen kann (falls {\displaystyle n=0} auch Lösung wäre, steht diese in Klammer, da {\displaystyle n=0} eigentlich nicht erlaubt ist, der Vollständigkeit aber mit angeführt wird):
| {\displaystyle b} | {\displaystyle b^{n}+(b-1)} | {\displaystyle n\geq 1}, sodass {\displaystyle b^{n}+(b-1)} duale Williams-Primzahlen (oder -PRP-Zahlen) 2. Art sind | OEIS-Link               |
| ----------------- | --------------------------- | --- | ----------------------- |
| 02                | {\displaystyle 2^{n}+1}     | 1, 2, 4, 8, 16 … (alle Fermat-Primzahl-Exponenten) |                         |
| 03                | {\displaystyle 3^{n}+2}     | (0), 1, 2, 3, 4, 8, 10, 14, 15, 24, 26, 36, 63, 98, 110, 123, 126, 139, 235, 243, 315, 363, 386, 391, 494, 1131, 1220, 1503, 1858, 4346, 6958, 7203, 10988, 22316, 33508, 43791, 45535, 61840, 95504, 101404, 106143, 107450, 136244, 178428, 361608, 504206 … | (Folge A051783 in OEIS) |
| 04                | {\displaystyle 4^{n}+3}     | 1, 2, 3, 6, 8, 9, 14, 15, 42, 114, 195, 392, 555, 852, 1004, 1185, 2001, 2030, 2031, 2276, 8610, 8967, 10362, 11366, 15927, 16514, 17877, 19122, 19898, 27728, 29156, 61275, 102981, 117663, 181560, 239922, 342789 …                                          | (Folge A089437 in OEIS) |
| 05                | {\displaystyle 5^{n}+4}     | (0), 2, 6, 10, 102, 494, 794, 1326, 5242, 5446, 24602, 87606 … | (Folge A124621 in OEIS) |
| 06                | {\displaystyle 6^{n}+5}     | 1, 2, 4, 7, 10, 14, 18, 32, 55, 102, 177, 190, 247, 276, 372, 1524, 1545, 2502, 4966, 5294, 13030, 13785, 14329, 27333, 44224, 93812 … | (Folge A145106 in OEIS) |
| 07                | {\displaystyle 7^{n}+6}     | (0), 1, 3, 16, 36, 244, 315, 2577, 9500, 17596, 25551, 32193, 32835, 36504, 75136 … | (Folge A217130 in OEIS) |
| 08                | {\displaystyle 8^{n}+7}     | 2, 6, 10, 26, 42, 58, 68, 196, 266, 602, 1170, 1288, 1290, 2990, 4110, 6292, 7446, 36928, 57490, 65478, 78570, 188832 … | (Folge A217381 in OEIS) |
| 09                | {\displaystyle 9^{n}+8}     | 1, 2, 4, 7, 10, 19, 22, 44, 62, 76, 122, 2191, 3134, 9244, 40999, 48230 … | (Folge A217385 in OEIS) |
| 10                | {\displaystyle 10^{n}+9}    | 1, 2, 3, 4, 9, 18, 22, 45, 49, 56, 69, 146, 202, 272, 2730, 2841, 4562, 31810, 43186, 48109, 92691 … | (Folge A088275 in OEIS) |

### Duale Williams-Zahlen der 3. Art
Die kleinsten {\displaystyle n\geq 1}, sodass {\displaystyle b^{n}-(b+1)\in \mathbb {P} } eine Primzahl ist, sind die folgenden (wobei mit {\displaystyle b=2} gestartet wird):
3, 2, 2, 2, 2, 2, 3, 2, 2, 2, 2, 4, 2, 3, 2, 2, 3, 5, 2, 2, 2, 3, 3, 2, 4, 2, 5, 2, 5, 2, 2, 7, 5, 3, 2, 9, 3, 2, 2, 3, 2, 31, 4, 2, 2, 2, 3, 2, 4, 2, 108, 4, 2, 2, 2, 2, 3, 3, 2, 2, 18, 7, 3, 2, 2, 2, 4, 2, 3, 2, 5, 32, 108, 5, 3, 2, 11, 4, 15, 3, 4, 19, 2, 6, 2, 2, 11, 107, 2, 42, 4, 39, 2, 2, 6, 2, 3 …  (Folge A178250 in OEIS)
Es wird vermutet, dass es unendlich viele duale Williams-Primzahlen der 3. Art zur Basis {\displaystyle b} gibt.
Es folgt eine Tabelle, der man die kleinsten dualen Williams-Primzahlen (oder -PRP-Zahlen) 3. Art zur Basis {\displaystyle b} mit {\displaystyle 2\leq b\leq 10} entnehmen kann:
| {\displaystyle b} | {\displaystyle b^{n}-(b+1)} | {\displaystyle n\geq 1}, sodass {\displaystyle b^{n}-(b+1)} duale Williams-Primzahlen (oder -PRP-Zahlen) 3. Art sind | OEIS-Link               |
| ----------------- | --------------------------- | --- | ----------------------- |
| 02                | {\displaystyle 2^{n}-3}     | 3, 4, 5, 6, 9, 10, 12, 14, 20, 22, 24, 29, 94, 116, 122, 150, 174, 213, 221, 233, 266, 336, 452, 545, 689, 694, 850, 1736, 2321, 3237, 3954, 5630, 6756, 8770, 10572, 14114, 14400, 16460, 16680, 20757, 26350, 30041, 34452, 36552, 42689, 44629, 50474, 66422, 69337, 116926, 119324, 123297, 189110, 241004, 247165, 284133, 354946, 394034, 702194, 750740, 840797, 1126380, 1215889, 1347744 … | (Folge A050414 in OEIS) |
| 03                | {\displaystyle 3^{n}-4}     | 2, 3, 5, 21, 31, 37, 41, 53, 73, 101, 175, 203, 225, 455, 557, 651, 1333, 4823, 20367, 32555, 52057, 79371, 267267, 312155 … | (Folge A058959 in OEIS) |
| 04                | {\displaystyle 4^{n}-5}     | 2, 3, 4, 5, 6, 9, 10, 13, 16, 18, 28, 33, 59, 65, 75, 83, 103, 113, 275, 353, 405, 568, 614, 909, 1184, 1200, 1564, 2266, 2556, 4246, 8014, 8193, 8696, 9291 … | (Folge A217348 in OEIS) |
| 05                | {\displaystyle 5^{n}-6}     | 2, 4, 5, 6, 10, 53, 76, 82, 88, 242, 247, 473, 586, 966, 1015, 1297, 1825, 2413, 2599, 2833, 5850, 5965, 6052, 27199, 49704, 79000 … | (Folge A165701 in OEIS) |
| 06                | {\displaystyle 6^{n}-7}     | 2, 4, 6, 8, 9, 10, 15, 20, 46, 49, 61, 98, 110, 144, 266, 344, 978, 1692, 1880, 1924, 3142, 3220, 4209, 5708, 7064 … | (Folge A217352 in OEIS) |
| 07                | {\displaystyle 7^{n}-8}     | 2, 4, 8, 10, 50, 106, 182, 293, 964, 1108, 1654, 1756, 4601, 8870, 15100, 17446, 22742, 34570, 50150, 95276 … | (Folge A217131 in OEIS) |
| 08                | {\displaystyle 8^{n}-9}     | 3, 7, 11, 47, 81, 95, 107, 179, 233, 243, 947, 2817, 2859, 3233, 7563, 11307 … | (Folge A217383 in OEIS) |
| 09                | {\displaystyle 9^{n}-10}    | 2, 3, 4, 9, 11, 18, 19, 27, 28, 46, 50, 53, 80, 155, 203, 280, 451, 4963 … | (Folge A217493 in OEIS) |
| 10                | {\displaystyle 10^{n}-11}   | 2, 5, 8, 12, 15, 18, 20, 30, 80, 143, 152, 164, 176, 239, 291, 324, 504, 594, 983, 2894, 22226, 35371, 58437, 67863, 180979 … | (Folge A092767 in OEIS) |

### Duale Williams-Zahlen der 4. Art
Es gilt: Es gibt keine duale Williams-Primzahl der 4. Art mit Basis {\displaystyle b\equiv 1{\pmod {3}}}.
Beweis:
Wenn {\displaystyle b\equiv 1{\pmod {3}}} ist, gilt auch {\displaystyle b^{n}\equiv 1^{n}=1{\pmod {3}}}. Weiters ist {\displaystyle b+1\equiv 1+1=2{\pmod {3}}}. Somit erhält man {\displaystyle b^{n}+(b+1)\equiv 1+2=3\equiv 0{\pmod {3}}}. Also ist in diesem Fall {\displaystyle b^{n}+(b+1)} immer durch {\displaystyle 3} teilbar und somit niemals eine Primzahl, was zu zeigen war. {\displaystyle \Box }
Es wird vermutet, dass es unendlich viele duale Williams-Primzahlen der 4. Art zur Basis {\displaystyle b} gibt.
Es folgt eine Tabelle, der man die kleinsten dualen Williams-Primzahlen (oder -PRP-Zahlen) 4. Art zur Basis {\displaystyle b} mit {\displaystyle 2\leq b\leq 10} entnehmen kann (falls {\displaystyle n=0} auch Lösung wäre, steht diese in Klammer, da {\displaystyle n=0} eigentlich nicht erlaubt ist, der Vollständigkeit aber mit angeführt wird):
| {\displaystyle b} | {\displaystyle b^{n}+(b+1)} | {\displaystyle n\geq 1}, sodass {\displaystyle b^{n}+(b+1)} duale Williams-Primzahlen (oder -PRP-Zahlen) 4. Art sind | OEIS-Link               |
| ----------------- | --------------------------- | --- | ----------------------- |
| 02                | {\displaystyle 2^{n}+3}     | 1, 2, 3, 4, 6, 7, 12, 15, 16, 18, 28, 30, 55, 67, 84, 228, 390, 784, 1110, 1704, 2008, 2139, 2191, 2367, 2370, 4002, 4060, 4062, 4552, 5547, 8739, 17187, 17220, 17934, 20724, 22732, 25927, 31854, 33028, 35754, 38244, 39796, 40347, 55456, 58312, 122550, 205962, 235326, 363120, 479844, 685578, 742452, 1213815, 1434400, 1594947 … | (Folge A057732 in OEIS) |
| 03                | {\displaystyle 3^{n}+4}     | (0), 1, 2, 3, 6, 9, 10, 22, 30, 42, 57, 87, 174, 195, 198, 562, 994, 2421, 2487, 4629, 5838, 13698, 14730, 16966, 25851, 98634, 117222, 192819 … | (Folge A058958 in OEIS) |
| 04                | {\displaystyle 4^{n}+5}     | es gibt keine Primzahlen dieser Form wegen {\displaystyle b=4\equiv 1{\pmod {3}}} |                         |
| 05                | {\displaystyle 5^{n}+6}     | (0), 1, 2, 3, 4, 13, 88, 177, 184, 297, 304, 310, 562, 892, 1300, 4047, 5557, 9028, 15597, 28527, 56890, 77485, 79378 … | (Folge A089142 in OEIS) |
| 06                | {\displaystyle 6^{n}+7}     | 1, 2, 3, 4, 6, 21, 24, 27, 30, 54, 70, 126, 369, 435, 612, 787, 1275, 2155, 2436, 5734, 6016 … | (Folge A217351 in OEIS) |
| 07                | {\displaystyle 7^{n}+8}     | es gibt keine Primzahlen dieser Form wegen {\displaystyle b=7\equiv 1{\pmod {3}}} |                         |
| 08                | {\displaystyle 8^{n}+9}     | 1, 2, 3, 6, 10, 19, 22, 109, 798, 1498, 1519, 3109, 5491, 13351, 26983 … | (Folge A217382 in OEIS) |
| 09                | {\displaystyle 9^{n}+10}    | (0), 1, 3, 4, 9, 18, 49, 57, 67, 69, 106, 126, 258, 583, 1221, 1366, 4311 … | (Folge A217492 in OEIS) |
| 10                | {\displaystyle 10^{n}-11}   | es gibt keine Primzahlen dieser Form wegen {\displaystyle b=10\equiv 1{\pmod {3}}} |                         |